# Je me souviens encore mieux de Je me souviens
Pour les articles homonymes, voir Je me souviens.
Je me souviens encore mieux de Je me souviens. Notes pour Je me souviens de Georges Perec à l’usage des générations oublieuses est un ouvrage de Roland Brasseur, paru aux éditions Le Castor astral, dans la collection l’Iutile, dirigée par Hervé Le Tellier, en 1998.
Il s'agit d'une recherche documentaire érudite qui restitue dans leur contexte les objets, les films, les personnages cités dans Je me souviens de Georges Perec qui, pour lui, constituait une suite de « petits morceaux de quotidien, des choses que, telle ou telle année, tous les gens d’un même âge ont vues, ont vécues, ont partagées, et qui ensuite ont disparu, ont été oubliées […] ». 
L'ouvrage de Roland Brasseur, qui suit l'ordre du texte de Perec, ne le cite toutefois jamais (pour des raisons de droits), si ce n'est en couverture. « Il faut manier les deux livres à la fois, l'acquisition des droits aurait coûté trop cher au modeste Castor Astral qui met à la disposition du public un ouvrage publié d'abord à compte d'auteur par ce professeur de mathématiques de Troyes. L'éditeur originel de Perec, Hachette, a refusé le manuscrit et tarde, vingt ans après, à proposer une édition de poche de Je me souviens », écrivait ainsi Libération en 1998. 
Le livre de Roland Brasseur, et la mise en abyme qu'il représente, ont été salués dans divers journaux (Télérama, L'Evénement, Le Nouvel Observateur, etc.).

## Éditions
1. Intactes et minuscules - notes pour "Je me souviens" (1re édition), de Roland Brasseur, publié à compte d'auteur à Troyes (janvier 1998). 300 exemplaires
2. Je me souviens de "Je me souviens" - notes pour "Je me souviens" de Georges Perec à l'usage des générations oublieuses (2e édition revue et corrigée), de Roland Brasseur, éditions Le Castor astral (juin 1998).  (ISBN 2-85920-342-7)
3. Je me souviens encore mieux de "Je me souviens" - notes pour "Je me souviens" de Georges Perec à l'usage des générations oublieuses et de celles qui n'ont jamais su (3e édition revue, corrigée et augmentée), de Roland Brasseur, éditions Le Castor astral (novembre 2003).  (ISBN 2-85920-544-6)